# Inwendige golf

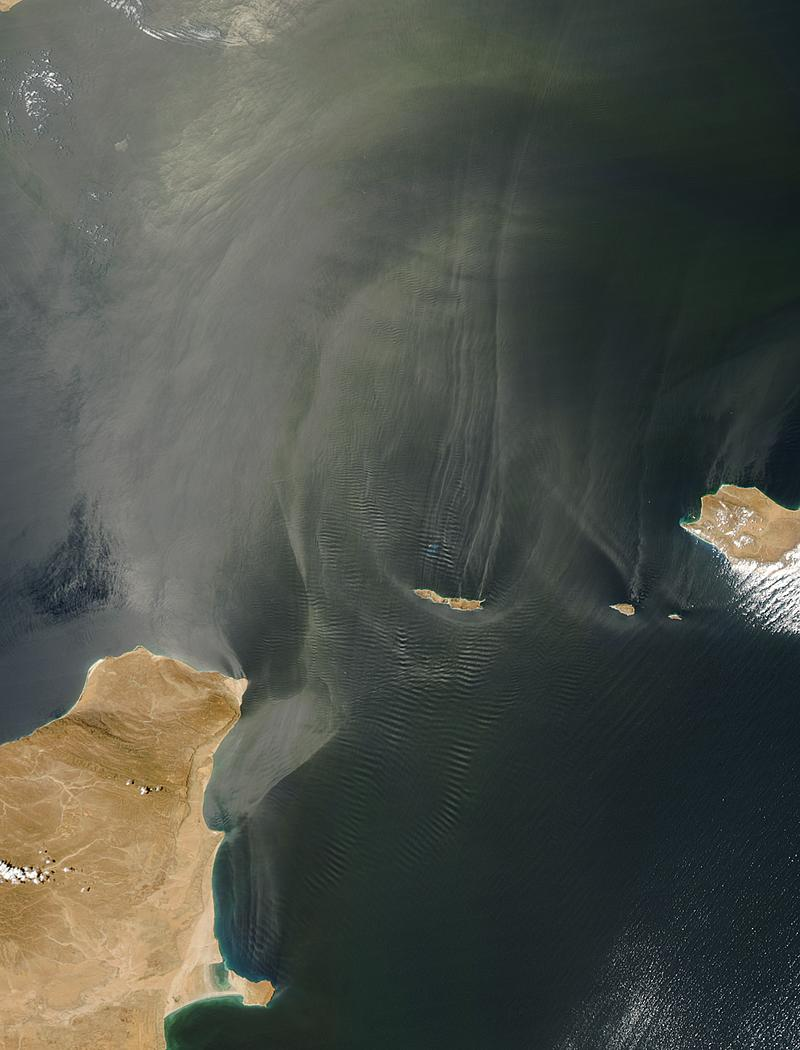
Inwendige golven tussen Somalië en Socotra.

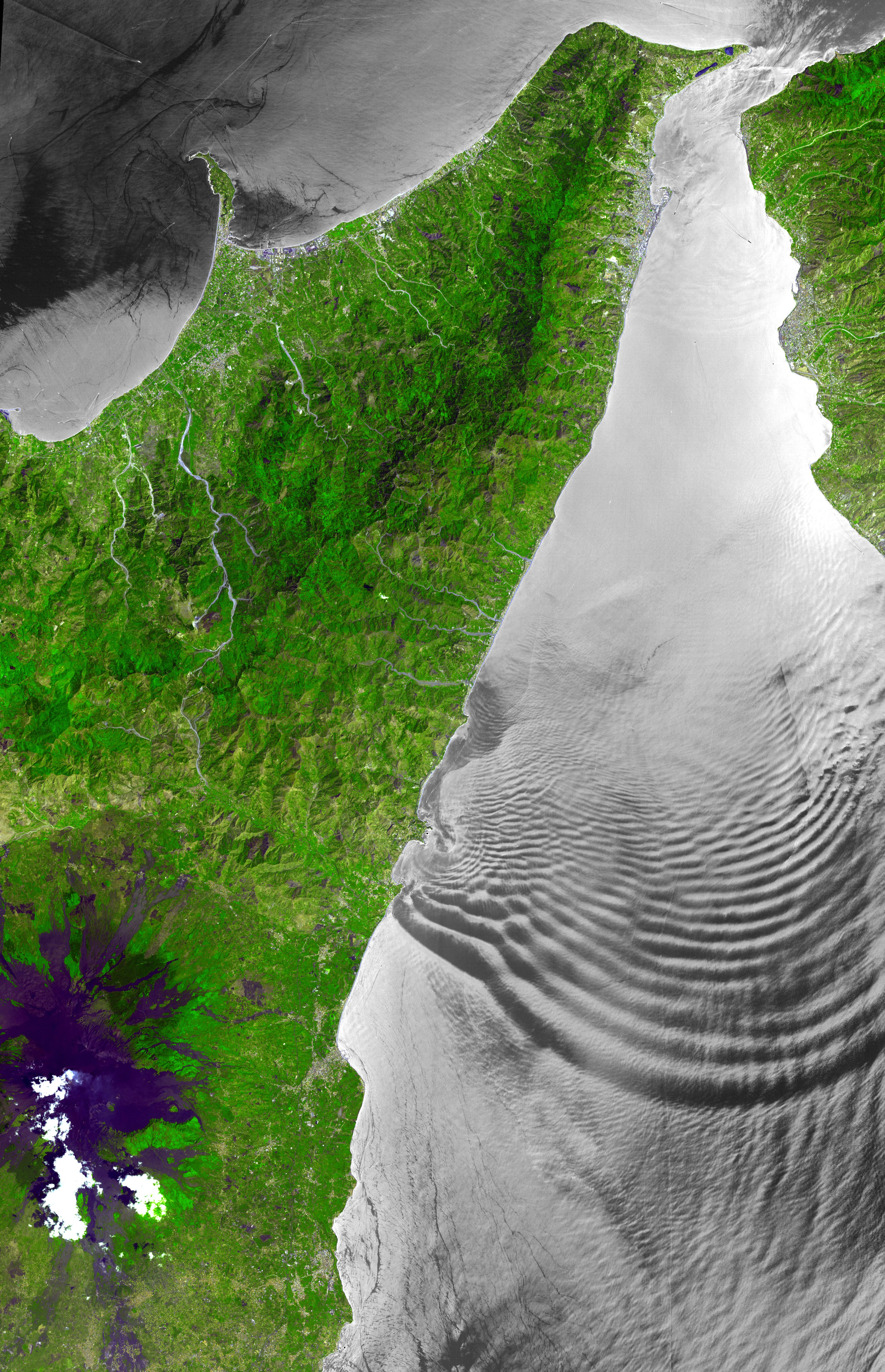
Inwendige golven in de Straat van Messina.

Een inwendige golf is een golf op de scheidingslaag van twee vloeistoffen. Waar oppervlaktegolven zich voortplanten langs het grensvlak van vloeistof en lucht, loopt een inwendige golf langs een overgangslaag waarbij bepaalde eigenschappen in de vloeistof sterk veranderen. Deze intermediare laag wordt thermocline genoemd bij een sterke temperatuursverandering, halocline bij een grote saliniteitsgradiënt en pycnocline bij een grote dichtheidsgradiënt. Inwendige golven ontstaan vaak als de getijgolf een drempel onder water passeert. Door zonneglinstering kunnen deze golven zichtbaar worden op satellietfoto's.
Inwendige golven kunnen meer dan 50 meter hoog zijn en variëren in golflengte enkele honderden meters tot tientallen kilometers. Ze zijn aanmerkelijk trager dan oppervlaktegolven.